# Oče Damijan
Oče Damijan : misijonar, ki je objemal gobavce (COBISS) je slikanica pisateljice Berte Golob, ki je izšla leta 2009 pri koprski založbi Ognjišče. Delo je predstavitev življenja in dela Očeta Damijana na kratek in jedrnat, otrokom razumljiv način.
Glavni lik je Jefa (kasneje oče Damijan). Glavna stranska lika sta njegov oče, ki je bil nanj zelo ponosen in njegov brat Pamfil, ki je odšel k redovnikom in je Jefa učil francoščine. Zgodba ima socialno tematiko. Misijonar se poda med bolne, gobave ljudi, katerim zdravi ljudje ne dajejo več človeškega dostojanstva, on pa se z vso gotovostjo in velikimi pričakovanji poda med njih, čeprav je moral najprej v sebi premagati velik gnus do njih.
Zgodba opisuje življenje Jefa (Josef de Veuster), rojenega v Belgiji. Bil je priden in vsa dela so mu šla dobro. Poskrbel naj bi, da njihov rod ne bi izumrl. Premisli se in odide v misijone, na Havaje pod vulkan Kilauea, še preden postane duhovnik. Po posvečenju se je preimenoval v Očeta Damijana. Po devetih letih se je na prošnjo škofa kot prostovoljec podal na otok Molokaj med gobavce. Kljub začetnemu gnusu je je vztrajal. Po 10 letih dela med gobavci je tudi sam zbolel, vendar je  delal še 6 let.
Umrl je star 49 let (*1840, †1889). Njegovo življenje lahko razdelimo na tri dele. Na čas od rojstva do vstopa v misijone, na čas do vstopa na otok Molokaj in čas dela na otoku Molokaj, kjer je umrl.
Papež Janez Pavel II. ga je leta 1995 razglasil za blaženega, Benedikt XVI. pa leta 2009 za svetnika. Spomin nanj je 10. maj. Takoj po razglasitvi je sam predsednik ZDA Barack Obama papežu napisal, da se zelo veseli tega. Še iz otroških let se namreč spominja mnogih zgodb o veliki skrbi očeta Damijana za gobavce.

## Vir
- www.Družina.si, 29. 6. 2010[navedi vir]